# Trimma stobbsi
Trimma stobbsi és una espècie de peix de la família dels gòbids i de l'ordre dels perciformes.

## Hàbitat
És un peix marí de clima tropical que viu fins als 18-26 m de fondària.

## Distribució geogràfica
Es troba a les Maldives i des d'Indonèsia i Papua Nova Guinea fins a Salomó, Austràlia i Nova Caledònia.